# Arachniodes sasamotoi
Arachniodes sasamotoi är en träjonväxtart som beskrevs av Kurata. Arachniodes sasamotoi ingår i släktet Arachniodes och familjen Dryopteridaceae. Inga underarter finns listade.